# Хауска, Ханс
Ханс Ха́уска (Ганс Га́уска, Ханс Га́уска, Ганс Га́нсович Га́уска-Гу́ска) (нем. Hans Hauska; 18 мая 1901, Маштов — 7 мая 1965, Берлин) — немецкий композитор, музыкант, редактор. Политэмигрант. Жертва политических репрессий в СССР.

## Биография
Родился в Маштове в Богемии. Родители владели аптекой в Ческе-Будеёвице. После смерти отца в 1911 году семья переехала в Вену. Брал уроки игры на скрипке, альте и фортепиано. Изучал машиностроение в Венском техническом университете, но не окончил его из-за финансовых трудностей.
В 1921—1924 годах — банковский служащий. Затем работал концертмейстером, в 1925—1926 годах — в фотоателье в Вене.
С 1921 по 1925 год — член Социал-демократической партии Австрии. Затем присоединился к анархо-синдикалистскому движению. В 1928 году переехал в Берлин, вступил в ряды Коммунистической партии Германии (КПГ). В 1929 году был исключён из КПГ в связи с поддержкой Правой оппозиции, возглавляемой Генрихом Брандлером. Входил в состав организации «Коммунистическая партия — Оппозиция» (КПО) (нем. KPDO). Работал в разных местах, в том числе пианистом и скрипачом в кинотеатрах и кофейнях.
Брал уроки композиции у Ханса Эйслера. При посредничестве Эйслера сотрудничал с агитгруппами «Красный рупор» и «Красные ракеты», выступал аккомпаниатором на их концертах и представлениях. В 1931 году присоединился к агитпропгруппе немецких коммунистов «Колонна Линкс» (нем. Kolonne Links); группа выступала с агитационными театральными представлениями — политическими ревью в различных городах Германии и проводила сбор пожертвований для Международной рабочей помощи. В начале 1931 года в составе агитгруппы побывал в СССР с четырёхнедельной поездкой, которой группа была премирована Международной рабочей помощью. Агитгруппа выступила с концертами в крупнейших индустриальных центрах страны. После возвращения в Германию выступления агитгруппы были отменены в силу действия указа рейхспрезидента от 28 марта 1931 года о борьбе с политическими беспорядками.
В мае 1931 года Хауска и пять участников группы «Колонна Линкс» эмигрировали в СССР. Из Бремерхафена они на пароходе «Терек» отправились во Владивосток, в октябре 1931 года прибыли в Москву. По пути выступали со своей программой на предприятиях Владивостока, Иркутска и других городов.
В Москве работал редактором и корректором газеты немецких коммунистов Deutsche Zentral-Zeitung. С 1933 года — заведующий музыкальной частью и дирижёр Немецкого театра «Колонне Линкс» в Москве, руководимого Густавом фон Вангенхаймом. Работал также для Ленинградской фабрики «Союзкино». Писал музыку к постановкам пьес Фридриха Вольфа в различных советских театрах, выступал на музыкальных вечерах. Основал хор при Немецком клубе в Москве, руководил хором в Немецкой школе имени Карла Либкнехта. С мая по сентябрь 1935 года был занят в Немецком театре в Днепропетровске. Аккомпанировал Эрнсту Бушу на фортепиано при его выступлениях в Москве. В середине 1930-х годов Хауске было отказано  в получении советского гражданства. Композитор кинофильма «Борцы» (1936), в годы «большого террора» бо́льшая часть членов съёмочной группы подверглась репрессиям.
20 ноября 1937 года арестован НКВД и обвинен в «шпионаже и терроризме». Находился в Таганской тюрьме, подвергался пыткам. По приговору Особого совещания при НКВД СССР от 5 декабря 1938 года был выслан в Германию. На границе был арестован гестапо, приговорён Народным судом (нем. Volksgerichtshof) в Берлине к 18 месяцам тюремного заключения за коммунистическую пропаганду и сотрудничество при экранизации в СССР романа Фридриха Вольфа «Профессор Мамлок». Освобождён в июне 1940 года. Как «недостойный военной службы» не служил в вермахте, регулярно отчитывался перед гестапо, работал на штрафных работах.
После капитуляции Германии работал переводчиком в американской военной администрации. Затем переехал с семьей в Вену, в связи тяжелым материальным положением им пришлось некоторое время жить в приюте для бездомных. Вскоре устроился на низкооплачиваемую должность помощника конструктора, затем работал корректором в венском музыкальном издательстве Universal Edition.  В 1958 году вместе с семьей переехал в ГДР, работал главным референтом в Немецком государственном концертно-гастрольном агентстве и как свободный композитор. Реабилитирован 3 марта 1958 года Военным трибуналом Московского военного округа.
С начала 1960-х годов — редактор журнала «Музыка и общество» (нем. Musik und Gesellschaft). После смерти Эйслера в 1962 году участвовал в создании архива Эйслера в Берлинской академии искусств и издании его наследия.
Умер 7 мая 1965 года (по другим данным 7 марта 1965 года) в Берлине.

### Семья
- первая жена — Марта Хауска (урожд. Дамиан) (нем. Martha Hauska (geb. Damian)) (1901—1983), в браке с 1924 по 1927 год[27];
- вторая жена — Луиза-Роза Фурнез (нем. Luisrose Fournes) (1905—1982), танцовщица, в браке с 1935 года, имела советское гражданство, после высылки Хауска в Германию осталась с дочерью в Москве[4][18][28];
  - дочь — Карола Сернер (урожд. Хауска) (нем. Karola Serner (geb. Hauska)) (1936—?)[29];
- третья жена — Эдит Хауска (нем. Edith Hauska), в браке с 1944 года[1].

## Фильмография
- 1934 — Боринаж (версия на русском языке)[30][31]
- 1936 — Борцы

## Избранные театральные работы
- 1934 — «Провод занят» (постановка Густава фон Вангенхайма)
- 1934 — «Герои в подвале» (постановка Густава фон Вангенхайма)

## Избранные сочинения

### Песни
- 1930 — Пролетарская молодёжь порабощена (нем. Proletenjugend ist geknechtet)
- 1933 — Песня ударников
- Тельман (нем. Thälmann)
- Один фронт, рабочие! (нем. Eine Front, Arbeiter!)
- Молодёжная песня (нем. Jugendaktiv-Lied)
- Мы протягиваем вам руку (нем. Wir reichen euch die Hand)
- Весной (нем. Im Fruhling)

## Комментарии
1. ↑  В «Киноведческих записках», 2002, № 59 указывется, что Хауска в 1936 году получил советское гражданство[4]. Однако по другим источникам ему было отказано в получении советского гражданства[18], в своих воспоминаниях Хауска отмечает, что при аресте он не являлся советским гражданином[19].